# バルディビア地震
バルディビア地震（バルディビアじしん）は、1575年にチリ南部、バルディビア沖で発生した巨大地震である。

## 概要
1575年12月16日14時30分頃（現地時間。UTCでは18時30分頃）に、南緯39.8°、西経73.2°付近のペルー・チリ海溝沿いで巨大地震が発生した。マグニチュードは表面波マグニチュード尺度でM8.5と見積もられているが、記録の限られた歴史地震であり、その値は不確定的なものである。
北はコンセプシオンから南はカストロまでの広い範囲で揺れの記録が確認され、インペリアルおよびバルディビアでは大津波の記録、コンセプシオンおよびカストロでは津波の記録が確認される。また、インペリアル、バルディビアおよびカストロで海岸沈降の記録がある。
バルディビアでは津波によって100人が死亡し、地割れが発生し、地滑りによる天然ダムが翌年4月に決壊してインディオら1200人が死亡したとされる。余震は40日続いたと記録されている。

## 地質調査
この地域では他に1737年、1837年および1960年のチリ地震と巨大地震の記録があり、これらの内、1737年の地震・津波の記録は他に比してそれほど顕著でなく、1837年の地震はかなり顕著で津波が日本まで襲来した記録もあるが、1575年や1960年の地震に比して地殻変動の記録が南部に限られるなど、やや及ばない規模であったと推定される。
これに対し1575年の地震は、モーメントマグニチュードMw 9.5であった1960年の地震とほぼ同規模と考えられ、当時、入植が行われていなかった地域における記録の欠損はあるものの、存在する記録を見る限りでは1960年の地震とほぼ同様の揺れ、津波、および地殻変動があったことが窺われる。
またマウジン川河口付近の地質調査が行われ、トレンチ調査から1960年チリ地震、1575年前後、1280 - 1390年頃、1020 - 1180年頃、430 - 660年頃、紀元前80 - 紀元220年頃の津波堆積物および沈降の痕跡が確認された。1737年や1837年の地震の痕跡は認められず、特に巨大な地震のみが痕跡を残したと考えられ、その間隔は約300年程度と推定された。立ち枯れ木の調査からも年輪から1837年および1737年以前から地震後にかけても生育していたと考えられる樹木が発見され、これらの地震は1960年の地震ほどの地盤の沈降は無かったものと推定されている。
1837年の地震から123年後に発生した1960年チリ地震の20 - 30mに及ぶ断層滑りは、この付近のプレート境界の相対速度である年間8.3cmから約250 - 350年間のプレート間の歪の蓄積に相当し説明することができない。しかし特に巨大な地震が平均して300年間隔で発生しているとする調査事実は、プレートの沈み込み速度から計算される間隔と矛盾しない。
チリのカトリカ大学教授のマルセロ・ラゴスはこの地震による地滑り跡を発見し、その規模は1960年のチリ地震(M9.5)の4倍に達していた。ラゴスは、この地震が史上最大規模の地震だったと考えている。